# 1807 Slovakia
Slovakia (asteróide 1807) é um asteróide da cintura principal, a 1,8286829 UA. Possui uma excentricidade de 0,1785569 e um período orbital de 1 213,21 dias (3,32 anos).
Slovakia tem uma velocidade orbital média de 19,96237813 km/s e uma inclinação de 3,48623º.
Esse asteróide foi descoberto em 20 de Agosto de 1971 por Milan Antal.